# 栓果芹
栓果芹（学名：Cortiella hookeri）是伞形科栓果芹属的植物。分布在锡金以及中国大陆的西藏等地，生长于海拔4,200米的地区，常生长在山谷草地和山坡草甸，目前尚未由人工引种栽培。